# Я ж вам казав! Сучасна економіка за Гайманом Мінськи
Я ж вам казав! Сучасна економіка за Гайманом Мінськи (англ.  Why Minsky Matters: An Introduction To The Work Of The Maverick Economist by L. Randall Wray) - книжка Рендала Рея, професора економіки, старшого наукового співробітника Інституту економіки Леві коледжу Бард. Вперше опублікована 3 листопада 2015 року. В 2018 році перекладена українською видавництвом «Наш формат» (перекладачі - Євгенія Гагаркіна, Анастасія Бузинник, Валентина Кальонова, Олександр Вальчишен, Олександра Сосновська).
Видання українською здійснено у співпраці з компанією ICU, книга вийшла у серії #ICUbooks.

## Огляд книги
У той час як багато економістів почали бити на сполох щодо ймовірності настання світової кризи тільки на початку ХХІ ст., попередження американського економіста, послідовника ідей посткейнсіанства Гаймана Мінськи лунали ще на півстоліття раніше, а в його роботах викладена переконлива теорія фінансової нестабільності. Світове визнання Мінскі  отримав задовго після смерті, про нього згадали наприкінці ХХстоліття, коли було введено в обіг термін, названий на його честь Minsky moment. А на повний голос про нього заговорили уже після останньої глобальної фінансової кризи. Рендал Рей наголошує, що правильно зрозумівши погляди Мінськи, можна не тільки передбачити наступну кризу, але й завчасно вжити необхідних заходів для попередження її настання. 
Як пояснює автор, основна ідея Мінськи звучить наступним чином -- «стабільність дестабілізує»: момент, коли економіка досягає надійного та стабільного зростання, зумовлює більшу ймовірність краху. До фінансової кризи переважна кількість провідних економістів світу наводили занадто багато свідчень щодо стабільності економіки, але прогнози їхні виявились цілком помилковими, адже вони не врахували бачення Мінськи. 
Автор також презентує важливий внесок економіста в сферу банківської справи, питань бідності та безробіття, еволюції капіталізму, а також його пропозиції стосовно реформування банківської системи та сприяння економічної стабільності. 
Книга буде корисною для тих, хто намагається зрозуміти чому фінансові кризи трапляються все частіше та несуть за собою все важчі наслідки і як нам варто діяти в такій ситуації.

## Переклад укр.
- Рендел, Рей. Я ж вам казав! Сучасна економіка за Гайманом Мінськи. / пер.Євгенія Гагаркіна, Анастасія Бузинник, Валентина Кальонова, Олександр Вальчишен, Олександра Сосновська. К.: Наш формат, 2018 - с.288. - ISBN 978-617-7552-34-4